# Wellington Adão
Welington Adão Gomes (sinh ngày 7 tháng 5 năm 1988) là một cầu thủ bóng đá người Brasil hiện thi đấu ở vị trí tiền đạo cho câu lạc bộ Becamex Bình Dương.

## Thống kê sự nghiệp

### Câu lạc bộ
Tính đến 13 tháng 11 năm 2022.
| Câu lạc bộ          | Mùa giải  | Hạng đấu               | Hạng đấu | Hạng đấu  | Liên đoàn | Liên đoàn | Cúp     | Cúp       | Châu lục | Châu lục  | Khác    | Khác      | Tổng    | Tổng      |
| Câu lạc bộ          | Mùa giải  | Hạng                   | Số trận  | Bàn thắng | Số trận   | Bàn thắng | Số trận | Bàn thắng | Số trận  | Bàn thắng | Số trận | Bàn thắng | Số trận | Bàn thắng |
| ------------------- | --------- | ---------------------- | -------- | --------- | --------- | --------- | ------- | --------- | -------- | --------- | ------- | --------- | ------- | --------- |
| Sport Huancayo      | 2012      | Torneo Descentralizado | 17       | 0         | –         | –         | 0       | 0         | 2        | 0         | 0       | 0         | 19      | 0         |
| Alianza Universidad | 2013      | Segunda División       | 19       | 9         | –         | –         | 0       | 0         | –        | –         | 0       | 0         | 19      | 9         |
| Alianza Universidad | 2014      | Segunda División       | 16       | 7         | –         | –         | 0       | 0         | –        | –         | 0       | 0         | 16      | 7         |
| Alianza Universidad | 2015      | Segunda División       | 1        | 0         | –         | –         | 0       | 0         | –        | –         | 0       | 0         | 1       | 0         |
| Alianza Universidad | Tổng      | Tổng                   | 36       | 16        | 0         | 0         | 0       | 0         | 0        | 0         | 0       | 0         | 36      | 16        |
| Inter de Limeira    | 2016      | –                      | –        | –         | 16        | 3         | 0       | 0         | –        | –         | 0       | 0         | 16      | 3         |
| Sport Huancayo      | 2018      | Segunda División       | 6        | 2         | –         | –         | 0       | 0         | –        | –         | 0       | 0         | 6       | 2         |
| Phrae United        | 2020–21   | Thai League 2          | 22       | 10        | –         | –         | 0       | 0         | –        | –         | 0       | 0         | 22      | 10        |
| Becamex Bình Dương  | 2022      | V.League 1             | 15       | 5         | –         | –         | 0       | 0         | –        | –         | 0       | 0         | 15      | 5         |
| Tổng cộng           | Tổng cộng | Tổng cộng              | 96       | 33        | 16        | 3         | 0       | 0         | 2        | 0         | 0       | 0         | 114     | 36        |

1. ↑  Ra sân tại Copa Libertadores
2. ↑  Ra sân tại Campeonato Paulista A3